# Rolf Benz
Rolf Benz (* 13. September 1933 in Nagold; † 28. Januar 2025 ebenda) war ein deutscher Unternehmer und Gründer der Rolf Benz AG & Co. KG.

## Werdegang
Rolf Benz wuchs in einer Textileinzelhandelsfirma auf und absolvierte von 1948 bis 1951 eine Lehre als Polsterer. Ab 1951 übernahm er in der Firma seines Onkels die Verantwortung für die Polsterfabrikation, wo er für die Herstellung und den Vertrieb zuständig war. 1959 gründete er sein eigenes Unternehmen, das Möbelgestelle produzierte. Am 20. Mai 1964 gründete er die BMP GmbH (Benz Möbel Programme, heute Rolf Benz AG & Co. KG) zur Herstellung von Polstermöbeln und brachte 1974 eine Sofakollektion mit der Bezeichnung Rolf Benz auf den Markt.  Er machte Rolf Benz zu einer weltweit bekannten Marke für hochwertige Polstermöbel. Benz führte das Unternehmen zunächst als Geschäftsführer und nach dem Börsengang 1994 als Vorstandsvorsitzender. Nach der Übernahmen des Unternehmens durch die Hüls-Gruppe verließ er 1999 mit 65 Jahren die Rolf Benz AG.
Zusammen mit seiner Familie erwarb Rolf Benz zudem 1993 das Unternehmen von Walter Knoll, einen der ältesten Polstermöbelhersteller in Deutschland. Sein ältester Sohn Markus Benz übernahm die Geschäftsführung. Ab 2001 war Rolf Benz Aufsichtsratsvorsitzender der Walter Knoll AG & Co. KG. Mit Rolf Benz’ Enkelin Mara Benz ist seit 2023 die dritte Familiengeneration an der Geschäftsleitung beteiligt.
Benz war verheiratet und Vater von vier Kindern, darunter der spätere Krebsforscher Stefan Benz. Am 31. Januar 2008 erhielt er das Bundesverdienstkreuz am Bande für sein Wirken für den Wirtschaftsstandort Baden-Württemberg.
Im November 2013 benannte der Landkreis Calw als Schulträger seine Gewerbliche Schule Nagold nach Rolf Benz.
Im Januar 2025 starb Rolf Benz zu Hause in Nagold im Alter von 91 Jahren.